# Headcrab
En headcrab er en fiktiv parasit fra computer spillene Half-Life , Half-Life 2 , Half-Life 2: Episode One og Half-Life 2: Episode Two der er lavet af Valve Software. Headcrabs bliver også kaldt head-humpers af Barney Calhoun og parasitics af the Combine Overwatch. De er de mest flertallige og klart de mest kendte rumvæsner i serien. Headcrabsne kan ved at "koble" sig fast på menneskers hoveder, kontrollere nerve systemet og få fuld kontrol over mennesket. Når en Headcrab er koblet til et menneske bliver mennesket en Zombie. Der findes tre slags Headcrabs. Headcrab, fast Headcrab og gift Headcrab. Altså også tre slags zombier. 
| Spilfigurer | Spire Denne spilfigur-relaterede artikel er en spire som bør udbygges. Du er velkommen til at hjælpe Wikipedia ved at udvide den. |